# Levante spagnolo

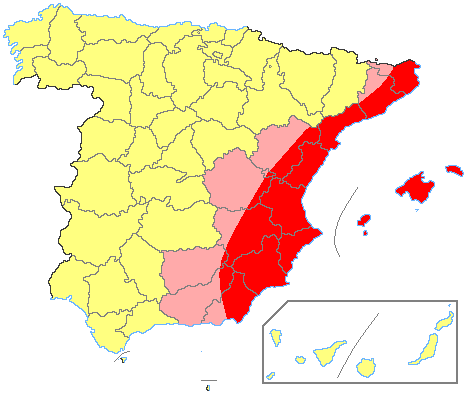
Levante spagnolo

Levante spagnolo o Levante peninsulare (in catalano Llevant, AFI: [ʎəˈβan], [ʎəˈvant], [ʎeˈβan] o [ʎeˈvant]; in spagnolo Levante)  è il nome attribuito alla zona geografica della Penisola Iberica situata sulla costa mediterranea. Corrisponde ai territori di Catalogna, Isole Baleari, Comunità Valenzana e Murcia, oltre che alle zone orientali di Castilla-La Mancha e Aragona. Non corrisponde ad alcuna entità politica, territoriale o amministrativa spagnola.